# Фридерика фон Баден
Фридерика Доротея Вилхелмина фон Баден (на немски: Friederike Dorothea Wilhelmine von Baden) е кралица на Швеция (1797 – 1809), съпруга на шведския крал Густав IV Адолф.

## Произход
Родена е на 12 март 1781 година в Карлсруе, Велико херцогство Баден. Дъщеря е на наследствения принц Карл Лудвиг фон Баден (1755 – 1801) и съпругата му, първата му братовчедка, принцеса Амалия фон Хесен-Дармщат (1754 – 1832), дъщеря на ландграф Лудвиг IX от Хесен-Дармщат и Каролина фон Пфалц-Цвайбрюке. По баща е внучка на маркграф Карл Фридрих фон Баден (1728 – 1811), от 1806 г. първият велик херцог на Велико херцогство Баден, и на Каролина Луиза фон Хесен-Дармщат.
Фридерика е по-малка сестра на баварската кралица Каролина Баварска (1776 – 1841), омъжена през 1797 г. за крал Максимилиан I Йозеф Баварски, и на руската царица Елизавета Алексеевна (1779 – 1826), омъжена през 1793 за цар Александър I от Русия.

## Кралица на Швеция и детронация
Фридерика фон Баден се омъжва на 31 октомври 1797 г. в Стокхолм за шведския крал Густав IV Адолф (1778 – 1837).
Заедно с нейния съпруг тя е свалена от трона през 1809 г. след преврат извършен от дворянската опозиция, която настоява за конституционна форма на управление. Фамилията оттогава живее в Баден. Понеже нейният съпруг не желае да остане там, те се развеждат през 1812 г.
Фридерика фон Баден умира на 25 септември 1826 г. в Лозана, Швейцария, на 45-годишна възраст. Погребана е в дворцовата църква в Пфорцхайм, Германия.

## Деца
Фридерика фон Баден и крал Густав IV Адолф имат пет деца:
- Густаф фон Васа (1799 – 1877), наследствен принц, женен на 9 ноември 1830 за Луиза фон Баден (1811 – 1854), дъщеря на велик херцог Карл Лудвиг Фридрих фон Баден
- София Вилхелмина (1801 – 1865), омъжена на 25 юли 1819 г. за велик херцог Лудвиг II фон Баден (1824 – 1858)
- Карл Густаф фон Холщайн-Готорп (1802 – 1805)
- Амалия Мария Шарлота фон Холщайн-Готорп (1805 – 1853), неомъжена
- Цецилия (1807 – 1844), омъжена на 5 май 1831 за Август I, велик херцог на Олденбург (1783 – 1853)